# The Offspring
The Offspring ist eine US-amerikanische Punk-Rock-Band aus Orange County in Kalifornien.

## Geschichte
1984 beschlossen Bryan „Dexter“ Holland und Greg Kriesel nach einem Konzert von Social Distortion in Orange County/Kalifornien, selbst eine Band zu gründen. Diese nannten sie Manic Subsidal. Kevin Wasserman stieg als Gitarrist ein. Erste Auftritte gab es in San Francisco und Santa Cruz. 1986 benannte sich die Band in The Offspring (englisch „Der Nachwuchs“) um. Im selben Jahr veröffentlichten sie 1000 Kopien der Singles I’ll Be Waiting und Blackball unter ihrem eigenen Black-Musiklabel. Nach dem Ausstieg von Schlagzeuger James Lilja kam der damals erst 16 Jahre alte Ron Welty hinzu.
1989 wechselte die Band zum Independent-Label Nemesis/Cargo und veröffentlichte ihr Debütalbum The Offspring. Darauf ist auch der Song Kill the President enthalten, der seit 2001 nicht mehr auf Neupressungen der Platte zu finden ist. 1991 kam es zur Veröffentlichung der Seven-Inch-EP Baghdad. 1992 erschien Ignition bei Epitaph Records. Das Album verkaufte sich später, nach dem Bekanntwerden der Gruppe, über eine Million Mal. Anschließend ging die Band mit Pennywise und den Lunachicks auf Tour durch die USA. In Europa spielten sie als Vorband von NOFX.
Mit der Veröffentlichung ihres dritten Studioalbums Smash schafften The Offspring den kommerziellen Durchbruch. Das Album enthält Stücke wie Self Esteem, Come Out and Play (Keep ’Em Separated) und Gotta Get Away. Die Platte verkaufte sich über elf Millionen Mal weltweit. Schließlich unterzeichnete die Band bei Columbia Records einen Plattenvertrag, wo 1997 ihr viertes Album Ixnay on the Hombre mit den Single-Auskopplungen All I Want, Gone Away, Cool to Hate, The Meaning of Life und I Choose  veröffentlicht wurde. Jello Biafra ist als Gast auf dem Album zu hören. Die Rechtslage war allerdings nicht eindeutig, sodass das Album nur in den USA bei Columbia, ansonsten allerdings noch bei Epitaph erschien.
Das 1998 veröffentlichte Album Americana verkaufte sich rund 15 Millionen Mal. 1999 spielten The Offspring bei Woodstock III und anschließend auf einer Tour in Japan und Australien. Die Band hatte einen Gastauftritt im Horrorfilm Idle Hands, wo sie ein Cover des Ramones-Songs I Wanna Be Sedated und den Song Beheaded von ihrem ersten Album spielten. In den Arcade- und Dreamcast-Spielen Crazy Taxi und Crazy Taxi 2 von 1999 und 2001 wurde vorwiegend Musik der Band verwendet.
Ihr sechstes Album Conspiracy of One wurde 2000 veröffentlicht. Die Band wurde verklagt, da sie T-Shirts mit dem Napster-Logo im Internet verkauft hatte. Als Verteidigung sagte Dexter: „Ich wollte das Logo nur mit unseren Fans teilen“. Vom Album wurden Original Prankster (bei dem der Rapper Redman einen Gastauftritt hat), Want You Bad und Million Miles Away als Singles ausgekoppelt. Ebenfalls im Jahr 2000 nahmen sie den Song Bloodstains von Agent Orange für den Soundtrack der Wrestling-Komödie Ready to Rumble (mit David Arquette und Scott Caan) auf.
2001 nahm die Band Defy You als Soundtrack für den Film Nix wie raus aus Orange County auf. The Offspring bekamen 2002 von Shirley Manson einen Kerrang!-Award überreicht. 2003 coverten The Offspring erneut „I Wanna Be Sedated“ von den Ramones für das Tribut-Album We’re a Happy Family, für das auch Interpreten wie U2, Green Day, Marilyn Manson, Rob Zombie, Metallica oder die Red Hot Chili Peppers Stücke einspielten. Im selben Jahr verließ Schlagzeuger Ron Welty die Band. Josh Freese ersetzte ihn zunächst bei den Aufnahmen des neuen Albums. Die Band besuchte Hawaii und nahm zusammen mit der Surfertruppe Da Hui ein Surfvideo auf. Die Aufnahmen wurden dem neuen Album als Extra beigefügt, das unter dem Titel Splinter erschien. Die erste Single war Hit That. Adam Willard ersetzte Freese, der vorübergehend als Drummer eingesprungen war. Can't Get My Head Around You wurde die zweite Single, die dritte Single Spare Me the Details wurde nur in den USA veröffentlicht. Im Februar 2004 startete eine Welttournee zum Album, die 97 Konzerte in 22 Ländern umfasste.
Im Mai 2004 beteiligte sich die Band mit dem Titel Baghdad an der Rock-Against-Bush-Compilation. Am 27. Juli 2007 ersetzte Pete Parada, der schon für Saves the Day und Face to Face gespielt hat, den vorherigen Schlagzeuger Adam Willard, der sich hauptsächlich auf seine damalige andere Band, Angels & Airwaves konzentrieren wollte. Im Juni 2008 erschien das Album Rise and Fall, Rage and Grace. Die erste Single-Auskopplung war der Song Hammerhead, der schon 2007 beim Summer Sonic Festival in Japan live gespielt worden war. Das Album stieg in den USA auf Platz 10 ein, was im Vergleich zum Vorgängeralbum Splinter, welches in der ersten Woche nur Platz 30 erreichte, eine deutliche Verbesserung war. In Japan erreichte das Album in der ersten Woche Platz 3 und verkaufte sich rund 50.000 Mal. In den deutschen Charts erreichte das Album Platz 13.
Im März 2009 verkündete der Gitarrist „Noodles“, dass Sänger Dexter Holland mit dem Produzenten Bob Rock in Hawaii am neunten Album der Band arbeite. Mit der Veröffentlichung der gleichnamigen Single wurde das Album Days Go By im Mai 2012 angekündigt. Es erschien am 26. Juni 2012. Am 30. Januar 2015 wurde die Single Coming for You veröffentlicht. Seit Ende 2018 ist Greg Kriesel kein Bandmitglied mehr. Er klagte daraufhin gegen seine ehemaligen Bandmitglieder „Noodles“ und Dexter Holland. Neuer Bassist ist seit 2019 Todd Morse, der vorherige Tour-Rhythmusgitarrist.

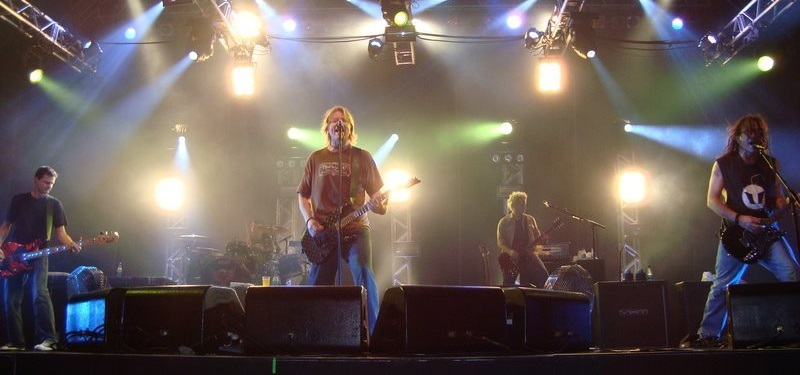
The Offspring, 2008

2016 kaufte der Musikverlag Round Hill Music die Rechte am gesamten Backkatalog der Band für 35 Mio. $ auf. Dies umfasste sowohl die ersten Epitaph-Scheiben sowie die Aufnahmen für Columbia Records zu diesem Zeitpunkt. Während an den Epitaph-Records nur die Verlagsrechte gesichert wurden, umfasst der Vertrag für die Aufnahmen von Columbia Records auch die originalen Audio-Master.
Am 23. Februar 2021 veröffentlichte die Band die Single Let the Bad Times Roll und kündigte ihr gleichnamiges, zehntes Studioalbum Let the Bad Times Roll an, das am 16. April 2021 erschien.
Ende 2021 gaben die Band und Schlagzeuger Pete Parada bekannt, dass dieser auf der geplanten Welttournee durch einen Session-Drummer ersetzt würde. Der Grund lag darin, dass sich Parada aufgrund seiner medizinischen Vorgeschichte auf Anraten seines Arztes nicht gegen Covid-19 impfen ließ. Aufgrund der zu dieser Zeit herrschenden weltweiten Covid-19-Pandemie galten in vielen Ländern Zugangs- und Reiseerschwernisse vor allem für ungeimpfte Personen, sodass die Tour mit ihm als nicht durchführbar erachtet wurde.
Am 11. Oktober 2024 erschien mit Supercharged das elfte Studioalbum von The Offspring.

## Sonstiges
- 1999 hatten The Offspring eine kleine Nebenrolle in der Horrorkomödie Die Killerhand, bei der sie in der Schule als Band auftraten.
- Der Song The Kids Aren’t Alright ist im Film The Faculty zu hören.
- Der Song Want You Bad ist das Intro-Lied des Films Tomcats von 2001 und ebenfalls kurz im Film American Pie 2 zu hören.
- Der Song DUI ist kurz im Film Ich weiß, was du letzten Sommer getan hast zu hören.
- Mit ihrem Song Come Out and Play, der sich auf dem Album Smash von 1994 befindet, sind The Offspring ein Teil des Soundtracks zum Horrorfilm Fear Street – Teil 3: 1666 von 2021.

## Diskografie
Studioalben

| Jahr | Titel Musiklabel                                      | Höchstplatzierung, Gesamtwochen, AuszeichnungChartplatzierungen (Jahr, Titel, Musiklabel, Platzierungen, Wochen, Auszeichnungen, Anmerkungen) | Höchstplatzierung, Gesamtwochen, AuszeichnungChartplatzierungen (Jahr, Titel, Musiklabel, Platzierungen, Wochen, Auszeichnungen, Anmerkungen) | Höchstplatzierung, Gesamtwochen, AuszeichnungChartplatzierungen (Jahr, Titel, Musiklabel, Platzierungen, Wochen, Auszeichnungen, Anmerkungen) | Höchstplatzierung, Gesamtwochen, AuszeichnungChartplatzierungen (Jahr, Titel, Musiklabel, Platzierungen, Wochen, Auszeichnungen, Anmerkungen) | Höchstplatzierung, Gesamtwochen, AuszeichnungChartplatzierungen (Jahr, Titel, Musiklabel, Platzierungen, Wochen, Auszeichnungen, Anmerkungen) | Anmerkungen                                                                |
| Jahr | Titel Musiklabel                                      | DE | AT | CH | UK | US | Anmerkungen                                                                |
| ---- | ----------------------------------------------------- | --- | --- | --- | --- | --- | -------------------------------------------------------------------------- |
| 1989 | The Offspring Nemesis Records                         | — | — | — | — | — | Erstveröffentlichung: 15. Juni 1989 Verkäufe zur Erscheinungszeit: + 3.000 |
| 1992 | Ignition Epitaph Records                              | — | — | — | — | US— GoldUS | Erstveröffentlichung: 16. Oktober 1992 Verkäufe: + 1.000.000               |
| 1994 | Smash Epitaph Records                                 | DE4 (50 Wo.)DE | AT2 Gold · (40 Wo.)AT | CH3 Platin · (38 Wo.)CH | UK21 Platin · (39 Wo.)UK | US4 ×6Sechsfachplatin · (101 Wo.)US | Erstveröffentlichung: 8. April 1994 Verkäufe: + 11.000.000                 |
| 1997 | Ixnay on the Hombre Columbia Records (Sony)           | DE15 (17 Wo.)DE | AT3 (15 Wo.)AT | CH10 (12 Wo.)CH | UK17 Gold · (4 Wo.)UK | US9 Platin · (38 Wo.)US | Erstveröffentlichung: 4. Februar 1997 Verkäufe: + 3.000.000                |
| 1998 | Americana Columbia Records (Sony)                     | DE5 Gold · (63 Wo.)DE | AT1 Platin · (43 Wo.)AT | CH5 Platin · (61 Wo.)CH | UK10 Platin · (56 Wo.)UK | US2 ×5Fünffachplatin · (67 Wo.)US | Erstveröffentlichung: 16. November 1998 Verkäufe: + 15.000.000             |
| 2000 | Conspiracy of One Columbia Records (Sony)             | DE8 Gold · (14 Wo.)DE | AT5 Gold · (18 Wo.)AT | CH4 Platin · (23 Wo.)CH | UK12 Platin · (26 Wo.)UK | US9 Platin · (24 Wo.)US | Erstveröffentlichung: 14. November 2000 Verkäufe: + 2.555.000              |
| 2003 | Splinter Columbia Records (Sony)                      | DE31 (15 Wo.)DE | AT10 (16 Wo.)AT | CH13 Gold · (17 Wo.)CH | UK27 Gold · (10 Wo.)UK | US30 Gold · (21 Wo.)US | Erstveröffentlichung: 9. Dezember 2003 Verkäufe: + 897.500                 |
| 2008 | Rise and Fall, Rage and Grace Columbia Records (Sony) | DE13 (11 Wo.)DE | AT7 (14 Wo.)AT | CH5 (14 Wo.)CH | UK39 (2 Wo.)UK | US10 Gold · (30 Wo.)US | Erstveröffentlichung: 17. Juni 2008 Verkäufe: + 732.500                    |
| 2012 | Days Go By Columbia Records (Sony)                    | DE5 (8 Wo.)DE | AT6 (12 Wo.)AT | CH8 (12 Wo.)CH | UK43 (1 Wo.)UK | US12 (6 Wo.)US | Erstveröffentlichung: 26. Juni 2012                                        |
| 2021 | Let the Bad Times Roll Concord Records (Wabi Sabi)    | DE5 (7 Wo.)DE | AT1 (10 Wo.)AT | CH4 (12 Wo.)CH | UK3 (1 Wo.)UK | US27 (1 Wo.)US | Erstveröffentlichung: 16. April 2021                                       |
| 2024 | Supercharged Concord Records (Wabi Sabi)              | DE6 (2 Wo.)DE | AT3 (2 Wo.)AT | CH5 (2 Wo.)CH | UK44 (1 Wo.)UK | — | Erstveröffentlichung: 11. Oktober 2024                                     |